# 巴伐利亞州旗
德國巴伐利亞州有兩種官方旗幟：條紋旗和菱形旗，兩種旗幟均使用白、藍雙色。這兩面旗幟的設計均由來於曾在1180年至1918年統治巴伐利亞的維特爾斯巴赫王朝（藍白菱形在1242年成為維特爾斯巴赫王朝的紋章）。1878年9月11日，巴伐利亞國王路德維希二世首次表示巴伐利亞國旗圖案是白色和淺藍色條紋。納粹德國1935年9月啟用卐字旗作為德國國旗之後，於1936年5月11日廢除巴伐利亞州旗幟，改用德國國旗。巴伐利亞州在1946年12月2日公佈的州憲中規定白色和藍色是巴伐利亞州代表色，並在1953年12月14日正式規定巴伐利亞州旗設計。

## 概要
白藍條紋的旗幟，以及不含有紋章的白藍菱形旗幟均是巴伐利亞州的官方旗幟。在巴伐利亞，這面旗幟被稱為。無論平民還是政府均可使用這面旗幟，亦包括機動車的車牌。條紋設計版和菱形設計版地位相同，政府或民眾可以自由選擇。帶有紋章版本的菱形旗幟則是非官方版旗幟。
巴伐利亞州旗幟使用的藍色從未有過官方標準，但大部分民眾使用RGB 0-204-255；官方則使用更接近RGB 0-128-255的顏色。菱形的配置亦沒有規則，但規定數量必須是21格，且左上角的菱形必須是白色。1971年2月16日的巴伐利亞州行政命令亦證實了這點。
菱形的確切來源仍有爭議，但主流觀點認為菱形代表了巴伐利亞的湖泊和河流，也可能是天空。在巴伐利亞州州歌《拜仁頌》中，歌詞提到「他的天空/天堂的顏色是白色和藍色（die Farben Seines Himmels, Weiß und Blau）」。

## 歷史旗幟
| 旗幟 | 啟用年分      | 政府                  | 內容 |
| ---- | ------------- | --------------------- | --- |
|      | 1255–1353     | 下巴伐利亞公國        | |
|      | 1353年–1392年 | 巴伐利亞-蘭茨胡特     | 從 1353 年到 1503 年，巴伐利亞-蘭茨胡特是神聖羅馬帝國的一個公國。                                                                    |
|      | 1392年–1505年 | 巴伐利亞-慕尼黑       | 巴伐利亞-慕尼黑是一個公國，是組成神聖羅馬帝國的其中一個公國。                                                                        |
|      | 1505年–1623年 | 巴伐利亞公國          | 在6世紀到8世紀位於墨洛溫王國東南部的邊境地區。巴伐利亞部落定居此地，並由從屬於法蘭克下的公爵所統治。                                 |
|      | 1623年–1806年 | 巴伐利亞選侯國        | 是神聖羅馬帝國內部一個獨立的世襲選帝侯國，國祚從1623年持續到1806年，並在其後被提升為巴伐利亞王國。                                   |
|      | 1806年–1918年 | 巴伐利亞王國          | 巴伐利亞王國是一個德意志國家，於1806年繼承了前巴伐利亞選帝侯國的領土，並一直存在到 1918 年。                                         |
|      | 1918年–1919年 | 巴伐利亞人民邦        | 是德國十一月革命時由庫爾特·艾斯納領導社會主義國家，它短暫的存在於1918年–1919年間，並試圖取代巴伐利亞王國。                           |
|      | 1919年        | 巴伐利亞蘇維埃共和國  | 是德國十一月革命期間在巴伐利亞短暫出現的一個國家。1919年4月6日由德國獨立社會民主黨、共產主義者、無政府主義者和巴伐利亞農民聯盟建立。 |
|      | 1919年–1933年 | 巴伐利亞自由邦        | 威瑪共和時期的巴伐利亞。 |
|      | 1933年–1945年 | 慕尼黑-上巴伐利亞大區 | 慕尼黑-上巴伐利亞大區是納粹德國於1933年至1945年在上巴伐利亞的一個行政區劃。1930年至1933年該大區是納粹黨在該地區的地區分部。          |
|      | 1945年–1949年 | 美國占領區            | 戰後美國以同盟國戰勝國的身分佔領了不萊梅、符騰堡-巴登、巴伐利亞、黑森及大黑森，而西柏林則與同盟國分區佔領。                          |
|      | 1949年–至今   | 巴伐利亞              | 德意志聯邦共和國 下的巴伐利亞州。兩種形式（菱形和條紋）都是官方旗幟。                                                                |